# TT Assen 1988
De TT van Assen 1988 was de achtste Grand Prix van wereldkampioenschap wegrace voor motorfietsen in het seizoen 1988. 

## Algemeen
De TT van Assen werd verreden in het kader van de "Speedweek Assen", die al begon op 20 juni met de trainingen voor het Europees kampioenschap wegrace. De EK-races vonden plaats op 21 juni, de Formule 1-klasse reed op 23 juni. De WK-races werden verreden op zaterdag 25 juni (80-, 125-, 250- en 500 cc en de zijspanklasse). Voor het eerst sinds jaren werden de races in Assen allemaal onder droge omstandigheden afgewerkt. Wayne Gardner scoorde zijn eerste zege van het seizoen en Jorge Martínez scoorde zijn tweede dubbeloverwinning (80- en 125 cc). In de 80cc-klasse was het na deze race al zeker dat de wereldtitel naar een Derbi-rijder zou gaan. Rolf Biland vierde zijn vijftigste WK-overwinning. Sommige 500cc-rijders klaagden over het grote aantal inschrijvingen. Meestal was het moeilijk het 500cc-startveld volledig te vullen, maar in Assen bleven veel coureurs uit het Europees kampioenschap om aan de WK-races deel te nemen. Dat gold ook voor de andere klassen, maar die waren wel gewend aan veel deelnemers. 

## 500cc-klasse

### De training
Opnieuw (na de Oostenrijkse GP) stond Christian Sarron op poleposition, voor Eddie Lawson, Kevin Magee en Wayne Gardner, die nog steeds niet tevreden was over zijn Honda NSR 500. Randy Mamola vermaakte zichzelf en het publiek tijdens de trainingen. Zichzelf door de Cagiva op de tweede startrij te zetten en het publiek door met een door Jos Schurgers gemaakte reuzenhelm rond te lopen. De Cagiva was trouwens flink vernieuwd met een nieuwe, door Massimo Tamburini ontworpen stroomlijnkuip en een nieuw uitlaatsysteem. Minder goed ging het met Kevin Schwantz, die al in de eerste tijdtraining viel en daarbij twee middenvoetsbeentjes brak. Hij moest in het ziekenhuis van Assen zijn grote teen operatief in de kom laten zetten. Gustav Reiner en Steve Manley raakten in de training zodanig gewond dat ze niet konden starten. 

#### Trainingstijden
| Pos | Coureur             | Merk                        | Tijd    |
| --- | ------------------- | --------------------------- | ------- |
| 1.  | Christian Sarron    | Gauloises-Sonauto-Yamaha    | 2"10'94 |
| 2.  | Eddie Lawson        | Agostini-Marlboro-Yamaha    | 2"11'66 |
| 3.  | Kevin Magee         | Roberts-Lucky Strike-Yamaha | 2"11'76 |
| 4.  | Wayne Gardner       | Rothmans-HRC-Honda          | 2"12'08 |
| 5.  | Didier de Radiguès  | Agostini-Marlboro-Yamaha    | 2"12'18 |
| 6.  | Niall Mackenzie     | Gallina-HB-HRC-Honda        | 2"12'95 |
| 7.  | Wayne Rainey        | Roberts-Lucky Strike-Yamaha | 2"13'07 |
| 8.  | Pierfrancesco Chili | Gallina-HB-HRC-Honda        | 2"13'38 |
| 9.  | Randy Mamola        | Cagiva                      | 2"13'45 |
| 10. | Patrick Igoa        | Gauloises-Sonauto-Yamaha    | 2"13'69 |

### De race
Eddie Lawson nam meteen de leiding in de race, terwijl Wayne Gardner een tijdje vastzat achter Didier de Radiguès en de sterk gestarte Pierfrancesco Chili. Toen hij Chili eenmaal voorbij was kon Gardner de achtervolging inzetten op De Radiguès, die hij al snel passeerde. Lawson had toen ongeveer twee seconden voorsprong op Gardner, een afstand die hij lang wist te handhaven. Vanaf de elfde (van twintig) ronde begon Gardner duidelijk in te lopen omdat Lawson te zachte banden had gekozen. In de twaalfde ronde nam Gardner de leiding definitief over en hij eindigde ruim elf seconden voor Lawson. Intussen was De Radiguès gevallen, waarvan Christian Sarron het meest profiteerde. De Radiguès kon wel verder rijden en werd twaalfde.

#### Uitslag 500cc-klasse
| Pos | Coureur             | Merk                        | Tijd     | Grid | Punten |
| --- | ------------------- | --------------------------- | -------- | ---- | ------ |
| 1   | Wayne Gardner       | Rothmans-HRC-Honda          | 44"15'49 | 4    | 20     |
| 2   | Eddie Lawson        | Agostini-Marlboro-Yamaha    | 44"26'80 | 2    | 17     |
| 3   | Christian Sarron    | Gauloises-Sonauto-Yamaha    | 44"35'22 | 1    | 15     |
| 4   | Kevin Magee         | Roberts-Lucky Strike-Yamaha | 44"39'73 | 3    | 13     |
| 5   | Niall Mackenzie     | Gallina-HB-HRC-Honda        | 44"44'92 | 6    | 11     |
| 6   | Pierfrancesco Chili | Gallina-HB-HRC-Honda        | 44"54'27 | 8    | 10     |
| 7   | Wayne Rainey        | Roberts-Lucky Strike-Yamaha | 44"57'13 | 7    | 9      |
| 8   | Kevin Schwantz      | Pepsi-Suzuki                | 44"57'80 | 11   | 8      |
| 9   | Patrick Igoa        | Gauloises-Sonauto-Yamaha    | 45"04'48 | 10   | 7      |
| 10  | Rob McElnea         | Pepsi-Suzuki                | 45"08'77 | 13   | 6      |
| 11  | Shunji Yatsushiro   | Rothmans-HRC-Honda          | 45"38'24 | 12   | 5      |
| 12  | Didier de Radiguès  | Agostini-Marlboro-Yamaha    | 45"46'75 | 5    | 4      |
| 13  | Ron Haslam          | ELF-HRC-Honda               | 46"08'90 | 14   | 3      |
| 14  | Marco Papa          | Honda                       | 46"31'17 | 20   | 2      |
| 15  | Marco Gentile       | Fior-Marlboro-Yamaha        | +1 ronde | 21   | 1      |
| 16  | Fabio Biliotti      | Honda                       | +1 ronde | 15   |        |
| 17  | Bruno Kneubühler    | Honda                       | +1 ronde | 23   |        |
| 18  | Daniel Amatriaín    | Honda                       | +1 ronde | 29   |        |
| 19  | Michael Rudroff     | Honda                       | +1 ronde | 31   |        |
| 20  | Eddie Laycock       | Honda                       | +1 ronde | 26   |        |
| 21  | Josef Doppler       | Honda                       | +1 ronde | 34   |        |
| 22  | Kees van der Endt   | Honda                       | +1 ronde | 27   |        |
| 23  | Silvo Habat         | Honda                       | +1 ronde | 35   |        |

#### Niet gefinished
| Coureur              | Merk                   | Oorzaak | Grid |
| -------------------- | ---------------------- | ------- | ---- |
| Andreas Leuthe       | Suzuki                 |         | 30   |
| Koos van Leyen       | Suzuki                 |         | 37   |
| Alessandro Valesi    | Honda                  |         | 17   |
| Nicholas Schmassmann | Honda                  |         | 36   |
| Karl Truchsess       | Honda                  |         | 25   |
| Peter Schleef        | Honda                  |         | 28   |
| Maarten Duyzers      | HDJ-Honda              | Opgave  | 24   |
| Cees Doorakkers      | Grundig-Honda          | Opgave  | 18   |
| Randy Mamola         | Cagiva                 | Opgave  | 9    |
| Fabio Barchitta      | Katayama-ELF-HRC-Honda |         | 19   |
| Manfred Fischer      | Hein Gericke-Honda     |         | 22   |

#### Niet gestart
| Coureur          | Merk               | Oorzaak  |
| ---------------- | ------------------ | -------- |
| Steve Manley     | Suzuki             | Blessure |
| Vittorio Scatola | Paton              |          |
| Gustav Reiner    | Hein Gericke-Honda | Blessure |

#### Niet gekwalificeerd
| Coureur             | Merk   |
| ------------------- | ------ |
| Johan ten Napel     | Honda  |
| Henk de Vries       | Honda  |
| Wolfgang von Muralt | Suzuki |
| Helmut Schütz       | Honda  |
| Rob Punt            | Suzuki |
| Claus Wulff         | Honda  |
| Ari Rämö            | Honda  |
| Ian Pratt           | Suzuki |
| Larry Vacondio      | Suzuki |

#### Niet deelgenomen
| Coureur          | Merk               | Oorzaak        |
| ---------------- | ------------------ | -------------- |
| Tadahiko Taira   | Tech 21-Yamaha     | Blessure/gezin |
| Mike Baldwin     | Katayama-ELF-Honda |                |
| Raymond Roche    | Cagiva             | Blessure       |
| Massimo Broccoli | Cagiva             |                |

### Top tien tussenstand 500cc-klasse
| Pos | Coureur             | Merk                        | Ptn |
| --- | ------------------- | --------------------------- | --- |
| 1   | Eddie Lawson        | Agostini-Marlboro-Yamaha    | 142 |
| 2   | Wayne Rainey        | Roberts-Lucky Strike-Yamaha | 106 |
| 3   | Wayne Gardner       | Rothmans-HRC-Honda          | 105 |
| 4   | Kevin Magee         | Roberts-Lucky Strike-Yamaha | 89  |
| 5   | Kevin Schwantz      | Pepsi-Suzuki                | 85  |
| 6   | Christian Sarron    | Gauloises-Sonauto-Yamaha    | 74  |
| 7   | Niall Mackenzie     | Gallina-HB-HRC-Honda        | 71  |
| 8   | Didier de Radiguès  | Agostini-Marlboro-Yamaha    | 63  |
| 9   | Pierfrancesco Chili | Gallina-HB-HRC-Honda        | 52  |
| 10  | Shunji Yatsushiro   | Rothmans-HRC-Honda          | 41  |

## 250cc-klasse

### De training
Dominique Sarron dacht dat zijn snelste trainingstijd nog beter had gekund als het op vrijdag helemaal droog was geweest. Nu stonden Juan Garriga, Sito Pons, Jacques Cornu, Reinhold Roth en Luca Cadalora binnen één seconde. De zwaar geblesseerde Loris Reggiani (gebroken heup) kwam alleen naar Assen om te trainen, maar toen hij de achtste tijd zette besloot hij ook aan de race deel te nemen. 

#### Trainingstijden
| Pos | Coureur          | Merk                     | Tijd    |
| --- | ---------------- | ------------------------ | ------- |
| 1.  | Dominique Sarron | Rothmans-HRC-Honda       | 2"16'46 |
| 2.  | Juan Garriga     | Nieto-Ducados-Yamaha     | 2"16'86 |
| 3.  | Sito Pons        | Campsa-HRC-Honda         | 2"16'97 |
| 4.  | Jacques Cornu    | Parisienne-HRC-Honda     | 2"17'15 |
| 5.  | Reinhold Roth    | HB-HRC-Honda             | 2"17'43 |
| 6.  | Luca Cadalora    | Agostini-Marlboro-Yamaha | 2"17'46 |
| 7.  | Carlos Lavado    | HB-Venemotos-Yamaha      | 2"18'03 |
| 8.  | Loris Reggiani   | Aprilia-Rotax            | 2"18'33 |
| 9.  | Martin Wimmer    | Fath-Hein Gericke-Yamaha | 2"18'38 |
| 10. | Toni Mang        | Rothmans-HRC-Honda       | 2"18'41 |

### De race
Al vroeg in de race namen Dominique Sarron en Sito Pons samen de leiding. Met vergelijkbare machines was er nauwelijks snelheidsverschil en daarom wisselden ze regelmatig van positie. Ver achter hen vond een gelijksoortig gevecht plaats tussen Juan Garriga en Jacques Cornu. In de laatste ronde eindigde het gevecht tussen Sarron en Pons in het gras bij de Geert Timmerbocht. Sarron deed een laatste poging om Pons aan de binnenkant uit te remmen, maar werd op het gras gedwongen. Daar was niets te remmen en Sarron schoot rechtdoor, waarbij Pons noodgedwongen mee moest gaan. Beiden vielen, maar Pons kon zijn machine nog oprapen en zesde worden. Juan Garriga, die wel had gezien dat er iemand gevallen was, realiseerde zich pas enkele meters voor de finish dat hij de race ging winnen, zeer nipt voor Cornu. Eervolle vermeldingen waren er voor de zwaar geblesseerde Loris Reggiani (vijfde) en voor Luca Cadalora, die zich van de laatste plaats naar de vierde had gevochten.

#### Uitslag 250cc-klasse
| Pos | Coureur                   | Merk                     | Tijd     | Grid | Punten |
| --- | ------------------------- | ------------------------ | -------- | ---- | ------ |
| 1   | Juan Garriga              | Nieto-Ducados-Yamaha     | 39"01'23 | 2    | 20     |
| 2   | Jacques Cornu             | Parisienne-HRC-Honda     | 39"01'26 | 4    | 17     |
| 3   | Toni Mang                 | Rothmans-HRC-Honda       | 39"11'01 | 10   | 15     |
| 4   | Luca Cadalora             | Agostini-Marlboro-Yamaha | 39"11'24 | 6    | 13     |
| 5   | Loris Reggiani            | Aprilia-Rotax            | 39"11'56 | 8    | 11     |
| 6   | Sito Pons                 | Campsa-HRC-Honda         | 39"12'26 | 3    | 10     |
| 7   | Reinhold Roth             | HB-HRC-Honda             | 39"19'84 | 5    | 9      |
| 8   | Bruno Casanova            | FMI-Aprilia-Rotax        | 39"38'22 | 12   | 8      |
| 9   | Martin Wimmer             | Fath-Hein Gericke-Yamaha | 39"40'79 | 9    | 7      |
| 10  | Manfred Herweh            | Levior-Yamaha            | 39"42'21 | 22   | 6      |
| 11  | Jean-Philippe Ruggia      | Gauloises-Sonauto-Yamaha | 39"42'60 | 13   | 5      |
| 12  | Carlos Cardús             | Nieto-Ducados-HRC-Honda  | 39"42'87 | 15   | 4      |
| 13  | Iván Palazzese            | Yamaha                   | 39"43'24 | 14   | 3      |
| 14  | Donnie McLeod             | 7Up-EMC-Rotax            | 39"50'78 | 16   | 2      |
| 15  | Wilco Zeelenberg          | Docshop-Yamaha           | 40"04'19 | 24   | 1      |
| 16  | Jean-Michel Mattioli      | Docshop-Yamaha           |          | 26   |        |
| 17  | Andreas Preining          | Aprilia-Rotax            |          | 32   |        |
| 18  | Urs Lüzi                  | Honda                    |          | 31   |        |
| 19  | Jean-François Baldé       | Defi-Rotax               |          | 20   |        |
| 20  | Helmut Bradl              | Honda                    |          | 25   |        |
| 21  | Javier Cardelús           | Aprilia-Rotax            |          | 28   |        |
| 22  | Jochen Schmid             | Honda                    |          | 29   |        |
| 23  | August Auinger            | Aprilia-Rotax            |          | 30   |        |
| 24  | Jean-Francois Foray       | Yamaha                   |          | 35   |        |
| 25  | Patrick van den Goorbergh | Honda                    |          | 36   |        |
| 26  | Gary Cowan                | Yamaha                   | +1 ronde | 34   |        |

#### Niet gestart
| Coureur           | Merk            | Oorzaak | Grid |
| ----------------- | --------------- | ------- | ---- |
| Engelbert Neumair | Gazzaniga-Rotax | Motor   | 21   |

#### Niet gefinished
| Coureur            | Merk                | Oorzaak | Grid |
| ------------------ | ------------------- | ------- | ---- |
| Dominique Sarron   | Rothmans-HRC-Honda  | Val     | 1    |
| Carlos Lavado      | HB-Venemotos-Yamaha |         | 7    |
| Masahiro Shimizu   | Terra-HRC-Honda     |         | 11   |
| Harald Eckl        | Römer-Aprilia-Rotax |         | 17   |
| Maurizio Vitali    | Rotax               | Val     | 19   |
| Fausto Ricci       | Honda               | Val     | 18   |
| Hans Becker        | Yamaha              |         | 23   |
| Christian Boudinot | Fior-Rotax          |         | 27   |
| Stefano Caracchi   | Honda               |         | 33   |

#### Niet deelgenomen
| Coureur        | Merk                        |
| -------------- | --------------------------- |
| John Kocinski  | Roberts-Lucky Strike-Yamaha |
| Jim Filice     | HRC-Honda                   |
| Alberto Puig   | Honda                       |
| Paolo Casoli   | Pileri-AGV-Garelli          |
| Kevin Mitchell | Yamaha                      |

### Top tien tussenstand 250cc-klasse
| Pos | Coureur              | Merk                     | Ptn |
| --- | -------------------- | ------------------------ | --- |
| 1   | Juan Garriga         | Nieto-Ducados-Yamaha     | 118 |
| 2   | Sito Pons            | Campsa-HRC-Honda         | 109 |
| 3   | Jacques Cornu        | Parisienne-HRC-Honda     | 95  |
| 4   | Reinhold Roth        | HB-HRC-Honda             | 74  |
| 5   | Luca Cadalora        | Agostini-Marlboro-Yamaha | 72  |
| 5   | Toni Mang            | Rothmans-HRC-Honda       | 72  |
| 7   | Dominique Sarron     | Rothmans-HRC-Honda       | 68  |
| 8   | Jean-Philippe Ruggia | Gauloises-Sonauto-Yamaha | 56  |
| 9   | Masahiro Shimizu     | Terra-HRC-Honda          | 51  |
| 10  | Donnie McLeod        | 7Up-EMC-Rotax            | 32  |

## 125cc-klasse

### De training
De poleposition van Hans Spaan kwam min of meer toevallig tot stand. Spaan had al getraind met zijn beste machine, waarmee hij op de vijfde plaats stond, maar monteur Eric Rijs besloot ook de reservemachine in orde te maken met een oude zuiger en een pakking uit de vuilnisbak. Spaan reed op het eind van de training deze machine in, maar had een vrije baan en dat leverde de snelste tijd op.

#### Trainingstijden
| Pos | Coureur            | Merk                | Tijd    |
| --- | ------------------ | ------------------- | ------- |
| 1.  | Hans Spaan         | Samson-Sharp-Honda  | 2"27'50 |
| 2.  | Jorge Martínez     | Nieto-Ducados-Derbi | 2"27'57 |
| 3.  | Pier Paolo Bianchi | Cagiva              | 2"27'95 |
| 4.  | Ezio Gianola       | Honda               | 2"28'36 |
| 5.  | Corrado Catalano   | Aprilia-Rotax       | 2"28'48 |
| 6.  | Stefan Dörflinger  | Marlboro-Honda      | 2"28'65 |
| 7.  | Domenico Brigaglia | Gazzaniga-Rotax     | 2"28'67 |
| 8.  | Hubert Abold       | Honda               | 2"28'88 |
| 9.  | Gastone Grassetti  | Honda               | 2"29'02 |
| 10. | Stefan Prein       | Honda               | 2"29'13 |

### De race
De 125cc-race in Assen verliep vrij eentonig. In het begin bleven Jorge Martínez en Ezio Gianola dicht bij elkaar, wellicht omdat Martínez wilde dat Hans Spaan zou aansluiten. Toen dat gebeurde ging Martínez er vandoor, maar ook Gianola maakte zich los van Spaan. Zo finishten ze ook, met Domenico Brigaglia op de vierde plaats, bijna elf seconden achter Spaan. Nadat hij eerder op de dag al de 80cc gewonnen had, werd Martínez hiermee de laatste rijder in de geschiedenis van de Asser TT met twee zeges op één dag.

#### Uitslag 125cc-klasse
| Pos | Coureur             | Merk                | Tijd     | Grid | Punten |
| --- | ------------------- | ------------------- | -------- | ---- | ------ |
| 1   | Jorge Martínez      | Nieto-Ducados-Derbi | 39"42'15 | 2    | 20     |
| 2   | Ezio Gianola        | Honda               | 39"45'75 | 4    | 17     |
| 3   | Hans Spaan          | Samson-Sharp-Honda  | 39"49'71 | 1    | 15     |
| 4   | Domenico Brigaglia  | Gazzaniga-Rotax     | 40"00'41 | 7    | 13     |
| 5   | Gerhard Waibel      | Honda               | 40"01'57 | 15   | 11     |
| 6   | Stefan Prein        | Honda               | 40"16'37 | 10   | 10     |
| 7   | Hubert Abold        | Honda               | 40"24'81 | 8    | 9      |
| 8   | Corrado Catalano    | Aprilia-Rotax       | 40"29'49 | 5    | 8      |
| 9   | Pier Paolo Bianchi  | Cagiva              | 40"29'81 | 3    | 7      |
| 10  | Adi Stadler         | Honda               | 40"31'06 | 12   | 6      |
| 11  | Heinz Lüthi         | Honda               | 40"31'31 | 25   | 5      |
| 12  | Jussi Hautaniemi    | Honda               | 40"35'37 | 19   | 4      |
| 13  | Thierry Feuz        | Frac-Rotax          | 40"23'27 | 30   | 3      |
| 14  | Robin Milton        | Honda               | 40"51'01 | 21   | 2      |
| 15  | Mandy Fischer       | Rotax               | 40"52'12 | 27   | 1      |
| 16  | Luis Miguel Reyes   | Pileri-AGV-Garelli  |          | 18   |        |
| 17  | Johnny Wickström    | Honda               |          | 24   |        |
| 18  | Krysztof Galatowicz | Honda               |          | 26   |        |
| 19  | Juan Ramon Bolart   | JJ Cobas-Rotax      |          | 32   |        |
| 20  | Allan Scott         | Honda               |          | 36   |        |
| 21  | Norbert Peschke     | Rotax               |          | 35   |        |
| 22  | Jörg Seel           | Seel                | +1 ronde | 22   |        |
| 23  | Jos van Dongen      | Honda               | +1 ronde | 34   |        |
| 24  | Flemming Kistrup    | Honda               | +1 ronde | 31   |        |
| 25  | Hisashi Unemoto     | Fukuda-Honda        | +1 ronde | 28   |        |

#### Niet gefinished
| Coureur           | Merk                | Oorzaak | Grid |
| ----------------- | ------------------- | ------- | ---- |
| Manuel Hernández  | Honda               |         | 29   |
| Stefan Dörflinger | Marlboro-Honda      | Opgave  | 6    |
| Fausto Gresini    | Pileri-AGV-Garelli  |         | 20   |
| Julián Miralles   | Nieto-Ducados-Honda |         | 13   |
| Gastone Grassetti | Honda               | Val     | 9    |
| Alfred Waibel     | Waibel-Honda        |         | 17   |
| Ian McConnachie   | Cagiva              |         | 11   |
| Koji Takada       | Fukuda-Honda        |         | 14   |
| Mike Leitner      | LCR-Rotax           |         | 16   |
| Esa Kytölä        | Honda               |         | 23   |
| Robin Appleyard   | Honda               |         | 31   |

#### Niet gestart
| Coureur         | Merk                | Oorzaak  |
| --------------- | ------------------- | -------- |
| Manuel Herreros | Nieto-Ducados-Derbi | Blessure |
| Taru Rinne      | Honda               | Blessure |

#### Niet deelgenomen
| Coureur          | Merk       |
| ---------------- | ---------- |
| Josef Fischer    | Noki-Rotax |
| Lucio Pietroniro | Honda      |

### Top tien tussenstand 125cc-klasse
| Pos | Coureur           | Merk                | Ptn |
| --- | ----------------- | ------------------- | --- |
| 1   | Jorge Martínez    | Nieto-Ducados-Derbi | 80  |
| 2   | Ezio Gianola      | Honda               | 69  |
| 3   | Hans Spaan        | Samson-Sharp-Honda  | 57  |
| 4   | Gastone Grassetti | Honda               | 40  |
| 5   | Julián Miralles   | Nieto-Ducados-Honda | 39  |
| 6   | Gerhard Waibel    | Honda               | 35  |
| 7   | Stefan Prein      | Honda               | 33  |
| 8   | Manuel Herreros   | Nieto-Ducados-Derbi | 30  |
| 8   | Adi Stadler       | Honda               | 30  |
| 10  | Hisashi Unemoto   | Fukuda-Honda        | 26  |

## 80cc-klasse

### De training
Al in de trainingen liet Jorge Martínez de concurrentie kansloos achter. Hij was ruim twee seconden sneller dan Stefan Dörflinger en vijfde man Bert Smit moest al meer dan vijf seconden toegeven. In de tweede training reed Manuel Herreros tegen een langzaam rijdende concurrent aan. Herreros brak zijn ringvinger maar later werd in het ziekenhuis van Assen ook een teen van zijn rechtervoet geamputeerd. 

#### Trainingstijden
| Pos | Coureur           | Merk                 | Tijd    |
| --- | ----------------- | -------------------- | ------- |
| 1.  | Jorge Martínez    | Nieto-Ducados-Derbi  | 2"32'16 |
| 2.  | Stefan Dörflinger | Marlboro-LCR-Krauser | 2"34'44 |
| 3.  | Peter Öttl        | Pichler-Krauser      | 2"35'93 |
| 4.  | Bert Smit         | Krauser              | 2"37'58 |
| 5.  | Àlex Crivillé     | Nieto-Ducados-Derbi  | 2"38'54 |
| 6.  | Jos van Dongen    | Rekro-Casal          | 2"38'78 |
| 7.  | Károly Juhász     | Krauser              | 2"39'17 |
| 8.  | René Dünki        | Krauser              | 2"39'63 |
| 9.  | Matthias Ehinger  | Krauser              | 2"39'71 |
| 10. | János Szabó       | Krauser              | 2"39'97 |

### De race
Tot aan de Haarbocht reden Jos van Dongen en Bert Smit aan de leiding, maar in die bocht nam Jorge Martínez de leiding over en hij vertrok. Na de eerste ronde had hij al ca. vier seconden voorsprong en daarmee was het pleit beslecht. Al snel kwam Herri Torrontegui op de tweede plaats terecht en Stefan Dörflinger op de derde. Torrontegui viel in de tweede ronde terug, waarschijnlijk door een schakelfout. Het gaf Dörflinger de kans zich los te maken van de achtervolgende groep, terwijl Àlex Crivillé dat ook deed en de achtervolging op Dörflinger inzette. Zo leek de strijd om de podiumplaatsen ook beslist, want de drie rijders konden elkaar niet bedreigen. Achter hen werd om de vierde plaats gevochten door Torrontegui, Jos van Dongen, Bert Smit en later ook Peter Öttl. Öttl, die motorproblemen had gehad, wist zich als vierde van de groep los te maken en zelfs Crivillé te naderen. Dörflinger kwam echter ten val en niet veel later ook Crivillé door een vastloper. Daardoor schoven de achtervolgers twee plaatsen op en werd Öttl tweede voor Smit en Van Dongen. Smit had het grootste deel van de race zonder koppeling gereden. 

#### Uitslag 80cc-klasse
| Pos | Coureur            | Merk                | Tijd     | Grid | Punten |
| --- | ------------------ | ------------------- | -------- | ---- | ------ |
| 1   | Jorge Martínez     | Nieto-Ducados-Derbi | 31"22'38 | 1    | 20     |
| 2   | Peter Öttl         | Krauser             | 31"30'77 | 3    | 17     |
| 3   | Bert Smit          | Krauser             | 31"52'43 | 4    | 15     |
| 4   | Jos van Dongen     | Rekro-Casal         | 31"58'44 | 6    | 13     |
| 5   | Herri Torrontegui  | Autisa              | 32"02'72 | 14   | 11     |
| 6   | Jörg Seel          | Seel                | 32"03'00 | 12   | 10     |
| 7   | Adrie Nijenhuis    | Timmer-Samson-Casal | 32"04'07 | 11   | 9      |
| 8   | Bogdan Nikolov     | Krauser             | 32"11'90 | 13   | 8      |
| 9   | Károly Juhász      | Krauser             | 32"21'63 | 7    | 7      |
| 10  | Giuseppe Ascareggi | BBFT                | 32"26'07 | 19   | 6      |
| 11  | Günter Schirnhofer | Krauser             | 32"27'34 | 20   | 5      |
| 12  | Reiner Koster      | LCR-Casal           | 32"33'49 | 22   | 4      |
| 13  | Hans Koopman       | Ziegler             | 32"37'33 | 15   | 3      |
| 14  | Gabriele Gnani     | Gnani               | 32"40'70 | 24   | 2      |
| 15  | René Dünki         | Krauser             | 32"40'82 | 8    | 1      |
| 16  | Xavier Arumi       | Krauser             |          | 30   |        |
| 17  | Josef Lutzenberger | Eberhardt           |          | 25   |        |
| 18  | Jose Saez          | Autisa              |          | 31   |        |
| 19  | Serge Julin        | Casal               |          | 17   |        |
| 20  | Stefan Brägger     | Casal               |          | 23   |        |
| 21  | Thomas Engl        | GPE                 |          | 28   |        |
| 22  | Roberto Sassone    | BBFT                |          | 33   |        |
| 23  | Lionel Robert      | SPR                 |          | 34   |        |
| 24  | Peter Tibori       | Casal               |          | 32   |        |
| 25  | Alojz Pavlič       | Seel                |          | 29   |        |
| 26  | Jacques Bernard    | Fantic              | +1 ronde | 18   |        |

#### Niet gefinished
| Coureur           | Merk                 | Oorzaak             | Grid |
| ----------------- | -------------------- | ------------------- | ---- |
| Stefan Dörflinger | Marlboro-LCR-Krauser | Val                 | 2    |
| Àlex Crivillé     | Nieto-Ducados-Derbi  | Val                 | 5    |
| Matthias Ehinger  | Krauser              |                     | 9    |
| János Szabó       | Krauser              |                     | 10   |
| Kees Besseling    | CJB                  | Gebroken drijfstang | 16   |
| Heinz Paschen     | Kiefer               |                     | 21   |
| Janez Pintar      | Eberhardt            |                     | 27   |
| Rainer Kunz       | Ziegler              |                     | 26   |
| Paul Bordes       | RB                   |                     | 35   |
| Hagen Klein       | Honda                |                     | 36   |

#### Niet gestart
| Coureur         | Merk                | Oorzaak  |
| --------------- | ------------------- | -------- |
| Manuel Herreros | Nieto-Ducados-Derbi | Blessure |

#### Niet deelgenomen
| Coureur         | Merk    | Oorzaak      |
| --------------- | ------- | ------------ |
| Ian McConnachie | Autisa  | Geen machine |
| Hubert Abold    | Krauser |              |

### Top tien tussenstand 80cc-klasse
| Pos | Coureur            | Merk                 | Ptn |
| --- | ------------------ | -------------------- | --- |
| 1   | Jorge Martínez     | Nieto-Ducados-Derbi  | 97  |
| 2   | Manuel Herreros    | Nieto-Ducados-Derbi  | 60  |
| 2   | Àlex Crivillé      | Nieto-Ducados-Derbi  | 60  |
| 4   | Stefan Dörflinger  | Marlboro-LCR-Krauser | 50  |
| 5   | Peter Öttl         | Pichler-Krauser      | 48  |
| 6   | Jos van Dongen     | Rekro-Casal          | 39  |
| 7   | Giuseppe Ascareggi | BBFT                 | 35  |
| 7   | Károly Juhász      | Krauser              | 35  |
| 9   | Bogdan Nikolov     | Krauser              | 34  |
| 10  | Gabriele Gnani     | Gnani                | 27  |

## Zijspanklasse

### De training
Ondanks het feit dat Rolf Biland een seconde sneller was in de training, had Egbert Streuer goede hoop op een overwinning op zijn thuiscircuit. Hij en Bernard Schnieders hadden niet alles uit de kast gehaald om de tweede tijd te zetten. 

#### Trainingstijden
| Pos | Coureur            | Bakkenist          | Merk                    | Tijd    |
| --- | ------------------ | ------------------ | ----------------------- | ------- |
| 1.  | Rolf Biland        | Kurt Waltisperg    | LCR-Krauser             | 2"15'29 |
| 2.  | Egbert Streuer     | Bernard Schnieders | Lucky Strike-LCR-Yamaha | 2"16'40 |
| 3.  | Steve Webster      | Tony Hewitt        | Silkolene-LCR-Krauser   | 2"17'18 |
| 4.  | Markus Egloff      | Urs Egloff         | BP-LCR-ADM              | 2"17'98 |
| 5.  | Masato Kumano      | Markus Fährni      | LCR-Yamaha              | 2"19'80 |
| 6.  | Alain Michel       | Jean-Marc Fresc    | ELF-LCR-Krauser         | 2"20'59 |
| 7.  | Alfred Zurbrügg    | Martin Zurbrügg    | LCR-Yamaha              | 2"20'81 |
| 8.  | Barry Brindley     | Gavin Simmons      | LCR-Yamaha              | 2"21'66 |
| 9.  | Yoshisada Kumagaya | Brian Barlow       | Windle-Yamaha           | 2"21'73 |
| 10. | Derek Jones        | Peter Brown        | LCR-Yamaha              | 2"22'12 |

### De race
Al tijdens de eerste ronde scheidden vier combinaties zich duidelijk af van de rest van het veld: Egbert Streuer/Bernard Schnieders, Steve Webster/Tony Hewitt, Rolf Biland/Kurt Waltisperg en Markus en Urs Egloff. Nog voor het einde van de ronde had de slecht gestarte Biland de leiding al in handen. Enkele ronden later nam Biland de Haarbocht erg ruim, waardoor zowel Streuer als Webster binnendoor konden schieten. Het leek veel op een opzettelijke actie van Biland, die Streuer enkele ronden aan de leiding wilde gunnen. Toen Steve Webster vervolgens de leiding nam ging dat niet meer op. Biland greep in en in de zesde ronde nam hij de leiding terug. Streuer nam de tweede plaats weer over en daarna viel de kopgroep uit elkaar: Biland reed weg van Streuer die niet meer bedreigd werd door Webster. Achteraf bleek hoe sterk de top drie was: Biland had last van een slecht lopende motor, Streuer had remproblemen en Webster's ketting gleed regelmatig over het achtertandwiel. De gebroeders Zurbügg kwamen hun problemen niet te boven. Hun machine liep de hele race op drie cilinders en zij werden slechts twaalfde. 

#### Uitslag zijspanklasse
| Pos | Coureur              | Bakkenist          | Merk                    | Tijd     | Grid | Punten |
| --- | -------------------- | ------------------ | ----------------------- | -------- | ---- | ------ |
| 1   | Rolf Biland          | Kurt Waltisperg    | LCR-Krauser             | 37"10'68 | 1    | 20     |
| 2   | Egbert Streuer       | Bernard Schnieders | Lucky Strike-LCR-Yamaha | +14'56   | 2    | 17     |
| 3   | Steve Webster        | Tony Hewitt        | Silkolene-LCR-Krauser   | +35'09   | 3    | 15     |
| 4   | Markus Egloff        | Urs Egloff         | BP-LCR-ADM              | +46'03   | 4    | 13     |
| 5   | Derek Jones          | Peter Brown        | LCR-Yamaha              | +55'94   | 10   | 11     |
| 6   | Masato Kumano        | Markus Fährni      | LCR-Yamaha              | +1"08'32 | 5    | 10     |
| 7   | Barry Brindley       | Gavin Simmons      | LCR-Yamaha              | +1"26'57 | 8    | 9      |
| 8   | Steve Abbott         | Shaun Smith        | Windle-Yamaha           | +1"37'94 | 11   | 8      |
| 9   | Fritz Stölzle        | Hubert Stölzle     | LCR-Krauser             | +1"43'26 | 13   | 7      |
| 10  | Yoshisada Kumagaya   | Brian Barlow       | Windle-Yamaha           | +1"43'64 | 9    | 6      |
| 11  | Pascal Larratte      | Eckart Rösinger    | LCR-Yamaha              |          | 16   | 5      |
| 12  | Alfred Zurbrügg      | Martin Zurbrügg    | LCR-Yamaha              |          | 7    | 4      |
| 13  | Jos van Stekelenburg | Rinie Bettgens     | Windle-Yamaha           |          | 20   | 3      |
| 14  | Wolfgang Stropek     | Hans-Peter Demling | LCR-Krauser             |          | 19   | 2      |

#### Niet gefinished
| Coureur          | Bakkenist           | Merk            | Oorzaak    | Grid |
| ---------------- | ------------------- | --------------- | ---------- | ---- |
| Alain Michel     | Jean-Marc Fresc     | ELF-LCR-Krauser | Ontsteking | 6    |
| Bernd Scherer    | Thomas Schröder     | BSR-Krauser     |            | 17   |
| Rolf Steinhausen | Bruno Hiller        | Busch-ADM       |            | 15   |
| André Bosman     | David Kellett       | LCR-Yamaha      |            | 18   |
| Tony Wyssen      | Kilian Wyssen       | LCR-Yamaha      |            | 12   |
| Yvan Nigrowsky   | Martial Charpentier | Seymaz-JPX      |            | 14   |

#### Niet gekwalificeerd
| Coureur           | Bakkenist         | Merk                    | Oorzaak   | Grid |
| ----------------- | ----------------- | ----------------------- | --------- | ---- |
| Theo van Kempen   | Simon Birchall    | Lucky Strike-LCR-Yamaha | Motorpech | 22   |
| Dennis Bingham    | Gary Irlam        | LCR-Yamaha              |           |      |
| Doug Chivas       | Håkan Olsson      | LCR-Yamaha              |           |      |
| Dave Chivas       | Margaret Halliday | LCR-Yamaha              |           |      |
| Jean-Louis Millet | Claude Debroux    | LCR-Yamaha              |           |      |

### Top tien tussenstand zijspanklasse
| Pos | Coureur          | Bakkenist                          | Merk                    | Ptn. |
| --- | ---------------- | ---------------------------------- | ----------------------- | ---- |
| 1   | Rolf Biland      | Kurt Waltisperg                    | LCR-Krauser             | 80   |
| 2   | Steve Webster    | Tony Hewitt                        | Silkolene-LCR-Krauser   | 62   |
| 3   | Egbert Streuer   | Bernard Schnieders                 | Lucky Strike-LCR-Yamaha | 47   |
| 4   | Alfred Zurbrügg  | Martin Zurbrügg                    | LCR-Yamaha              | 38   |
| 5   | Steve Abbott     | Shaun Smith                        | Windle-Yamaha           | 34   |
| 6   | Barry Brindley   | Graham Rose en Gavin Simmons       | LCR-Yamaha              | 33   |
| 7   | Derek Jones      | Peter Brown                        | LCR-Yamaha              | 30   |
| 8   | Alain Michel     | Jean-Marc Fresc                    | ELF-LCR-Krauser         | 28   |
| 9   | Theo van Kempen  | Simon Birchall                     | Lucky Strike-LCR-Yamaha | 22   |
| 9   | Bernd Scherer    | Thomas Schröder                    | BSR-Krauser             | 22   |
| 9   | Wolfgang Stropek | Hans-Peter Demling                 | LCR-Krauser             | 22   |
| 9   | Pascal Larratte  | Jacques Corbier en Eckart Rösinger | LCR-Yamaha              | 22   |

## Formule 1

### De training
Omdat er slechts 40 inschrijving voor 36 startplaatsen waren, waren er slechts 4 rijders die zich niet kwalificeerden voor de Formule 1-race. Lang stond Joey Dunlop op de eerste startplaats, maar uiteindelijk waren Roger Burnett en Andreas Hofmann sneller. 

#### Trainingstijden
| Pos | Coureur          | Merk               | Tijd    |
| --- | ---------------- | ------------------ | ------- |
| 1.  | Roger Burnett    | Honda              | 2"18'66 |
| 2.  | Andreas Hofmann  | Honda              | 2"18'75 |
| 3.  | Joey Dunlop      | Shell Gemini-Honda | 2"20'74 |
| 4.  | Paul Iddon       | Bimota-Yamaha      | 2"20'79 |
| 5.  | Bodo Schmidt     | Bimota-Yamaha      | 2"20'97 |
| 6.  | Anders Andersson | Suzuki             | 2"21'03 |
| 7.  | Michael Galinsky | Bimota-Yamaha      | 2"21'11 |
| 8.  | Steve Williams   | Fowler-Yamaha      | 2"21'45 |
| 9.  | Edwin Weibel     | Honda              | 2"21'69 |
| 10. | Peter Rubatto    | Bimota-Yamaha      | 2"21'74 |

### De race
Dat de snelle trainingstijden van Roger Burnett en Andreas Hofmann geen toeval waren bleek in de wedstrijd, want vanaf de tweede ronde gingen zij samen aan de leiding. Na de 15e ronde ging Hofmann tanken en toen Burnett vier ronden later ook had getankt bleek hij een grote voorsprong op Hofmann te hebben. Burnett won met ruim elf seconden verschil. Peter Rubatto werd zonder tankstop derde. Hij had een tank met 23,8 liter inhoud en had berekend dat hij 23,7 liter nodig zou hebben voor de race. Dat was waarschijnlijk correct, want 200 meter na de finish viel zijn machine stil. Joey Dunlop had die berekening niet gemaakt. Hij gokte dat hij zonder tankstop zou kunnen finishen, maar toen zijn fabrieks-Honda RVF 750 begon in te houden moest hij alsnog naar binnen, wat hem drie plaatsen kostte. Hij werd slechts achtste. Het was de laatste Formule 1-race in Assen, want vanaf 1989 zou de klasse vervangen worden door het wereldkampioenschap superbike (dat overigens pas in het seizoen 1992 Assen zou aandoen). Het Nederlandse publiek vond de Formule 1 moeilijk te volgen vanwege de tankstops, waardoor het niet duidelijk was wie er werkelijk aan de leiding reed.  

#### Uitslag Formule 1
| Pos | Coureur            | Merk                    | Tijd     | Grid | Punten |
| --- | ------------------ | ----------------------- | -------- | ---- | ------ |
| 1   | Roger Burnett      | Honda                   | 58"51'07 | 1    | 20     |
| 2   | Andreas Hofmann    | Honda                   | 59"02'01 | 2    | 17     |
| 3   | Peter Rubatto      | Bimota-Yamaha           | 59"07'35 | 10   | 15     |
| 4   | Paul Iddon         | Bimota-Yamaha           | 59"08'95 | 4    | 13     |
| 5   | Edwin Weibel       | Honda                   | 59"27'81 | 9    | 11     |
| 6   | Michael Galinsky   | Bimota-Yamaha           | 59"36'48 | 7    | 10     |
| 7   | Bodo Schmidt       | Bimota-Yamaha           | 59"36'78 | 5    | 9      |
| 8   | Joey Dunlop        | Shell Gemini-Honda      | 59"38'81 | 3    | 8      |
| 9   | Carl Fogarty       | Honda                   | 60"05'58 |      | 7      |
| 10  | Henk van der Mark  | Bimota-Yamaha           | 60"10'72 | 15   | 6      |
| 11  | Steve Williams     | Fowler-Yamaha           | 60"10'98 | 8    | 5      |
| 12  | Paul Ramon         | Honda                   | 60"28'61 |      | 4      |
| 13  | Jeffry de Vries    | Bakker-Yamaha           | 60"38'06 | 12   | 3      |
| 14  | Andy McGladdery    | Suzuki                  | 60"42'60 |      | 2      |
| 15  | Christian Mönch    | Honda                   | 60"49'03 |      | 1      |
| 16  | Eric de Doncker    | Kawasaki                |          |      |        |
| 17  | Robert Dunlop      | Honda                   |          |      |        |
| 18  | Jari Suhonen       | Yamaha                  |          |      |        |
| 19  | Dirk Brand         | Bimota-Yamaha           |          |      |        |
| 20  | Mario Rubatto      | Suzuki                  | +1 ronde |      |        |
| 21  | Mile Pajic         | RB-Kawasaki             | +1 ronde |      |        |
| 22  | Peter Granath      | Yamaha                  | +1 ronde |      |        |
| 23  | Dave Leach         | Padgett's-Bimota-Yamaha | +1 ronde |      |        |
| 24  | Ignace Parijs      | Bakker-Yamaha           | +1 ronde |      |        |
| 25  | Peter Krummenacher | Honda                   | +1 ronde |      |        |

#### Niet gefinished
| Coureur          | Merk          | Oorzaak           | Grid |
| ---------------- | ------------- | ----------------- | ---- |
| Dick Bemelman    | Bimota-Yamaha | Brandstofinjectie | 25   |
| Anders Andersson | Suzuki        |                   | 6    |
| Johnny Willemsen | Suzuki        | Lekke band        | 29   |
| Ad Slot          | Onbekend      | Val               | 18   |

#### Niet deelgenomen
| Coureur        | Merk      | Oorzaak      |
| -------------- | --------- | ------------ |
| Noboru Miura   | HRC-Honda | Zie "Trivia" |
| Nick Jefferies | Honda     | Zie "Trivia" |
| Takahiro Sohwa | Kawasaki  | Zie "Trivia" |
| Shoji Miyazaki | HRC-Honda | Zie "Trivia" |

### Top tien tussenstand Formule 1
| Pos | Coureur         | Merk                                       | Ptn |
| --- | --------------- | ------------------------------------------ | --- |
| 1   | Roger Burnett   | Honda                                      | 35  |
| 2   | Joey Dunlop     | HRC-Shell Gemini-Honda/ Shell Gemini-Honda | 28  |
| 3   | Paul Iddon      | Bimota-Yamaha                              | 24  |
| 4   | Carl Fogarty    | Honda                                      | 20  |
| 4   | Noboru Miura    | HRC-Honda                                  | 20  |
| 6   | Andreas Hofmann | Honda                                      | 17  |
| 6   | Nick Jefferies  | Honda                                      | 17  |
| 6   | Takahiro Sohwa  | Kawasaki                                   | 17  |
| 9   | Peter Rubatto   | Bimota-Yamaha                              | 15  |
| 9   | Shoji Miyazaki  | HRC-Honda                                  | 15  |

## Trivia

### Niet deelgenomen aan de Formule 1-race
In het lijstje van coureurs die niet deelnamen aan de Formule 1-race in Assen staan alleen namen uit de top tien van het klassement. In werkelijkheid was die lijst ellenlang. Dat komt omdat de interesse voor de Formule 1 tanende was. De eerste race in Sugo (Japan) was een Japans onderonsje geweest, met een enkele Europese en drie Amerikaanse deelnemers. De tweede race werd tijdens de TT van Man verreden, en daar vertoonde bijna geen enkele niet-Britse coureur zich. Zelfs Honda Racing Corporation weigerde om haar fabrieksrijder Joey Dunlop een fabrieksmachine ter beschikking te stellen. De Nederlandse, Belgische, Finse, Zweedse, Duitse en Zwitserse deelnemers kwamen in Assen voor het eerst aan de start. De Japanners die hoog in het kampioenschap stonden dankten dat aan het feit dat ze geen concurrentie in Sugo hadden gehad en voor de Britten gold hetzelfde voor het eiland Man. Zo verklaarde kampioenschapsleider Roger Burnett, die de levensgevaarlijke TT van Man gereden had, dat hij niet zou afreizen naar Vila Real en Dundrod omdat hij die races te gevaarlijk vond. De wereldtitel in de Formule 1 interesseerde hem niet, hij wilde alleen goed presteren om HRC te overtuigen hem in het seizoen 1989 een fabrieksmachine te geven voor het wereldkampioenschap superbike. 

### De Krauser van Bert Smit
Bert Smit reed normaal op zijn eigen Casal, maar voor de Dutch TT had hij de beschikking over een Krauser. Dat was de oude machine van Bertus Grinwis, die al heel lang in de schuur van John Bestebreurtje stond. Niemand kreeg de machine goed aan het lopen, maar Smit kocht extra onderdelen bij Mike Krauser en slaagde daar wel in. Het leverde Smit de overwinning in de EK-race en de derde plaats in de WK-race op. De Krauser was niet alleen sneller, maar ook 5 kilo lichter dan de Casal. Dat de Krauser twee jaar ouder was dan de concurrerende machines was geen groot probleem. Omdat de 80cc-klasse het einde van haar bestaan naderde werden de nieuwe machines niet meer doorontwikkeld, met uitzondering van de Derbi's omdat Derbi dezelfde techniek in haar 125cc-racers toepaste. 

### Garelli
Het ging nog steeds niet goed met Garelli. De 125cc-racers kregen opnieuw een Honda RS 125-frame, tot teleurstelling van constructeur Jan Thiel, die op deze manier geen kans kreeg zijn eigen frame door te ontwikkelen. Het leverde ook niets op: Luis Miguel Reyes kwalificeerde zich als 18e en eindigde de race als 16e, Fausto Gresini kwalificeerde zich als 20e en viel in de race uit. Paolo Casoli kwam met zijn 250cc-machine niet eens aan de start.

### Honda en schokdempers
De eigenaren van de Honda RS 125 klaagden steen en been over de kwaliteit van de Showa-veer/demperelementen. Honda had de semi-fabrieksrijders tot dit moment echter verboden om andere merken te monteren. Vanaf de TT van Assen mocht dit wel, maar het gebeurde op heel beperkte schaal: Ezio Gianola monteerde gecamoufleerde WP-dempers. 

### Gejuich ondanks tegenslag
Omroeper Jan de Rooy gaf voor de start van de zijspanrace al aan dat hij de stand van de finale van het Europees kampioenschap voetbal (Nederland-Sovjet-Unie) zou doorgeven tijdens de race. Nog vóór de start scoorde Ruud Gullit het eerste doelpunt voor Nederland. Juist toen Steve Webster de leiding van Egbert Streuer overnam juichte het publiek opnieuw, want Marco van Basten had na een schitterende pass van Arnold Mühren de 2-0 op het bord gezet. Een derde maal werd er gejuicht toen Hans van Breukelen een strafschop van Ihor Bilanov stopte. 
1925 · 1926 · 1927 · 1928 · 1929 · 1930 · 1931 · 1932 · 1933 · 1934 · 1935 · 1936 · 1937 · 1938 · 1939 · 1940–1945 · 1946 · 1947 · 1948 · 1949 · 1950 · 1951 · 1952 · 1953 · 1954 · 1955 · 1956 · 1957 · 1958 · 1959 · 1960 · 1961 · 1962 · 1963 · 1964 · 1965 · 1966 · 1967 · 1968 · 1969 · 1970 · 1971 · 1972 · 1973 · 1974 · 1975 · 1976 · 1977 · 1978 · 1979 · 1980 · 1981 · 1982 · 1983 · 1984 · 1985 · 1986 · 1987 · 1988 · 1989 · 1990 · 1991 · 1992 · 1993 · 1994 · 1995 · 1996 · 1997 · 1998 · 1999 · 2000 · 2001 · 2002 · 2003 · 2004 · 2005 · 2006 · 2007 · 2008 · 2009 · 2010 · 2011 · 2012 · 2013 · 2014 · 2015 · 2016 · 2017 · 2018 · 2019 · 2021 · 2022 · 2023 · 2024 · 2025